# Of Human Bondage
Of Human Bondage ist ein US-amerikanisches Filmdrama unter Regie von John Cromwell aus dem Jahr 1934. Das Drehbuch basiert auf dem gleichnamigen Roman (deutscher Titel: Der Menschen Hörigkeit) von William Somerset Maugham. Für die Karriere von Bette Davis in der Rolle der rücksichtslosen Kellnerin Mildred bedeutete der Film einen Meilenstein. 

## Handlung
Der junge Brite Philip Carey versucht sich in Paris als Kunststudent. Als ein Maler sein mangelndes Talent anmerkt, entschließt sich Philip, wenn er nicht schon großer Künstler werden könne, er doch wenigstens der Menschheit etwas Gutes tun könne. Er kehrt nach London zurück, um dort ein Medizinstudium zu beginnen. Trotz seiner Behinderung – Philip hat einen Klumpfuß – flirtet er mit der Kellnerin Mildred Rogers. Sie behandelt ihn jedoch meistens schlecht; trotzdem kommt Philip immer wieder und versucht, sie zu einem Treffen zu bewegen. Als sie sich tatsächlich zu einem Abendessen treffen, bleibt Mildred kühl und distanziert. Eine Verabredung zum Theaterbesuch sagt sie ab, weil sie sich mit einem anderen Mann, Emile Miller, treffen will.
Philip ist von Mildred so besessen, dass er seine Zwischenprüfung nicht besteht. Er will Mildred unbedingt heiraten und präsentiert ihr einen Ring. Doch Mildred sagt ihm, dass sie mit einem anderen Mann zusammen sei. Philip findet heraus, dass der andere Mann Miller ist. Nach einiger Zeit lernt Philip die Schriftstellerin Norah kennen, die ihn mit Liebe überhäuft. Philip versucht, ihre Liebe zu erwidern. Als eine schwangere Mildred bei ihm auftaucht, muss er bemerken, dass seine Besessenheit nicht verflogen ist. Deshalb beendet er sein Verhältnis mit Norah. Mildred ist von Miller, der verheiratet war, verlassen worden. Nach der Geburt des Kindes betrügt Mildred Philip mit dessen Freund und Kommilitonen Harry Griffith, doch auch der verlässt sie schnell wieder.
Philip lernt nun Sally Athelny kennen, die Tochter eines ehemaligen Patienten. Sie lädt ihn ein, sie und ihre Familie in ihrem bescheidenen, aber idyllisch gelegenen Landhaus zu besuchen. Philip lernt hier erstmals ein normales Familienleben kennen. Nach Monaten taucht Mildred wieder auf, ohne Geld, aber mit ihrem Kind. Philips Zuneigung zu Mildred ist geschwunden, was diese wütend werden lässt. Sie zerstört alle Bilder, die Philip nebenbei gemalt hat, und verbrennt einen Stapel von Anleihen, die Philip von seinem Onkel zur Finanzierung seines Studiums bekommen hat. Mittellos geworden, muss er sein Studium abbrechen. Bevor er jedoch die Universität verlässt, korrigiert Dr. Jacobs mit einer Operation seinen Klumpfuß, mit dem sich Philip stets als Außenseiter gefühlt hatte.
Philip bemüht sich vergeblich um eine Stellung und wird kurzzeitig obdachlos, ehe die Athelnys ihn aufnehmen. Sallys Vater vermittelt ihm Arbeit in einem Kaufhaus. Philip hört, dass Mildred in einem schwierigen Zustand sei und Hilfe benötige, und sucht sie auf. Sie hat ihr Baby verloren und leidet an Tuberkulose. Aus Mitleid gibt ihr Philip etwas Geld, geht aber nicht mehr auf Mildreds weitere Avancen ein. Etwas später stirbt Philips Onkel und vermacht ihm ein kleines Vermögen. Philip kann sein Studium wieder aufnehmen und abschließen. Er soll eine Stelle als Schiffsarzt eines Kreuzfahrtschiffes antreten. Eigentlich würde Sally Athelny ihn gerne heiraten, doch Philip ist vorsichtig mit der Liebe geworden. Bevor das Schiff ablegt, erfährt Philip von Mildreds Tod. Nun ist er frei von seiner Vergangenheit. Er entscheidet sich, in England zu bleiben und Sally zu heiraten.

## Kritik
Mordaunt Hall von der New York Times befand, der Film verfüge nicht über die große dramaturgische Dichte des Romans, doch die lebensechte Geschichte und die Authentizität der Atmosphäre ließen den Zuschauer an den Lippen der interessanten Charaktere hängen. Zudem spiele Bette Davis, der mit dieser Rolle der Durchbruch gelang, enorm effektiv.

## Auszeichnungen
1935 wurde Bette Davis in der Kategorie Beste Hauptdarstellerin für den Oscar nachnominiert (Die Academy of Motion Picture Arts and Sciences zählt Davis lediglich als „write-in-Kandidatin“ und somit nicht zu den offiziellen drei Nominierungen für die Beste Darstellerin des Jahres).

## Hintergrund
Die Uraufführung fand am 28. Juni 1934 in New York statt.
Ursprünglich war Bette Davis für den Oscar nicht nominiert worden. Doch eine Kampagne ihrer Kollegin Norma Shearer sowie ein Bericht in der The Hollywood Citizen News erbrachten eine Bekanntmachung des Präsidenten der Academy, dass der Name Bette Davis nachträglich auf die Stimmzettel geschrieben werden durfte.
Der Film zog zwei Remakes nach sich. 1946 drehte Edmund Goulding ein Remake gleichen Titels mit Paul Henreid und Eleanor Parker. 1964 erschien Der Menschen Hörigkeit, eine britische Produktion von Ken Hughes mit Kim Novak und Laurence Harvey.